# Karl Franckenstein
Karel Boromeus Vincent svobodný pán von Franckenstein (Karl Borromäus Vinzent Freiherr von und zu Franckenstein) (22. ledna 1831, Frankfurt nad Mohanem – 2. února 1898, Vídeň) byl rakousko-uherský diplomat původem z Bavorska. Přes třicet let působil v diplomatických službách, naposledy byl rakousko-uherským vyslancem v Dánsku (1880–1888). Po odchodu do penze byl jmenován členem Panské sněmovny.

## Životopis
Pocházel z bavorského šlechtického rodu, byl synem bavorského státního rady barona Karla Franckensteina (1798–1845). Od roku 1855 působil v diplomatických službách Rakouska, svou kariéru zahájil na nižších postech v Berlíně, Londýně, Bernu, Petrohradě a Frankfurtu nad Mohanem. Později byl vyslaneckým radou ve Washingtonu (1868–1869) a v Petrohradě (1869–1872). V letech 1872–1880 byl rakousko-uherským vyslancem v Drážďanech a svou kariéru zakončil jako vyslanec v Kodani (1880–1888). V roce 1890 byl penzionován, mezitím byl v roce 1889 jmenován doživotním členem rakouské panské sněmovny.
V roce 1872 se oženil s hraběnkou Elmou Schönborn-Wiesentheid (1841–1884) z významné německé šlechtické rodiny. Jejich starší syn Clemens (1875–1942) vynikl jako hudební skladatel a autor řady oper, mladší syn Joseph (1878–1953) byl diplomatem a v letech 1920–1938 vyslancem Rakouské republiky v Londýně. Jako odpůrce nacismu byl po anšlusu Rakouska odvolán a nakonec zůstal v Británii trvale.
Karlův starší bratr Georg von Franckenstein (1825–1890) byl německým politikem a v letech 1879–1887 místopředsedou německého Říšského sněmu. Švagr Karlovy manželky Elmy hrabě Otto Brandis (1848–1929) byl diplomatem a rakousko-uherským vyslancem v několika zemích.